# Cycas micronesica
Cycas micronesica é uma espécie de cicadófita do género Cycas da família Cycadaceae, nativa da Micronésia. Segundo dados de 2010, a população tende a descrescer.